# La Côte-aux-Fées
La Côte-aux-Fées é uma comuna da Suíça, situada no cantão de Neuchâtel. Tem 12,85 km² de área e sua população em 2018 foi estimada em 442 habitantes.